# زنان یهودی در هولوکاست

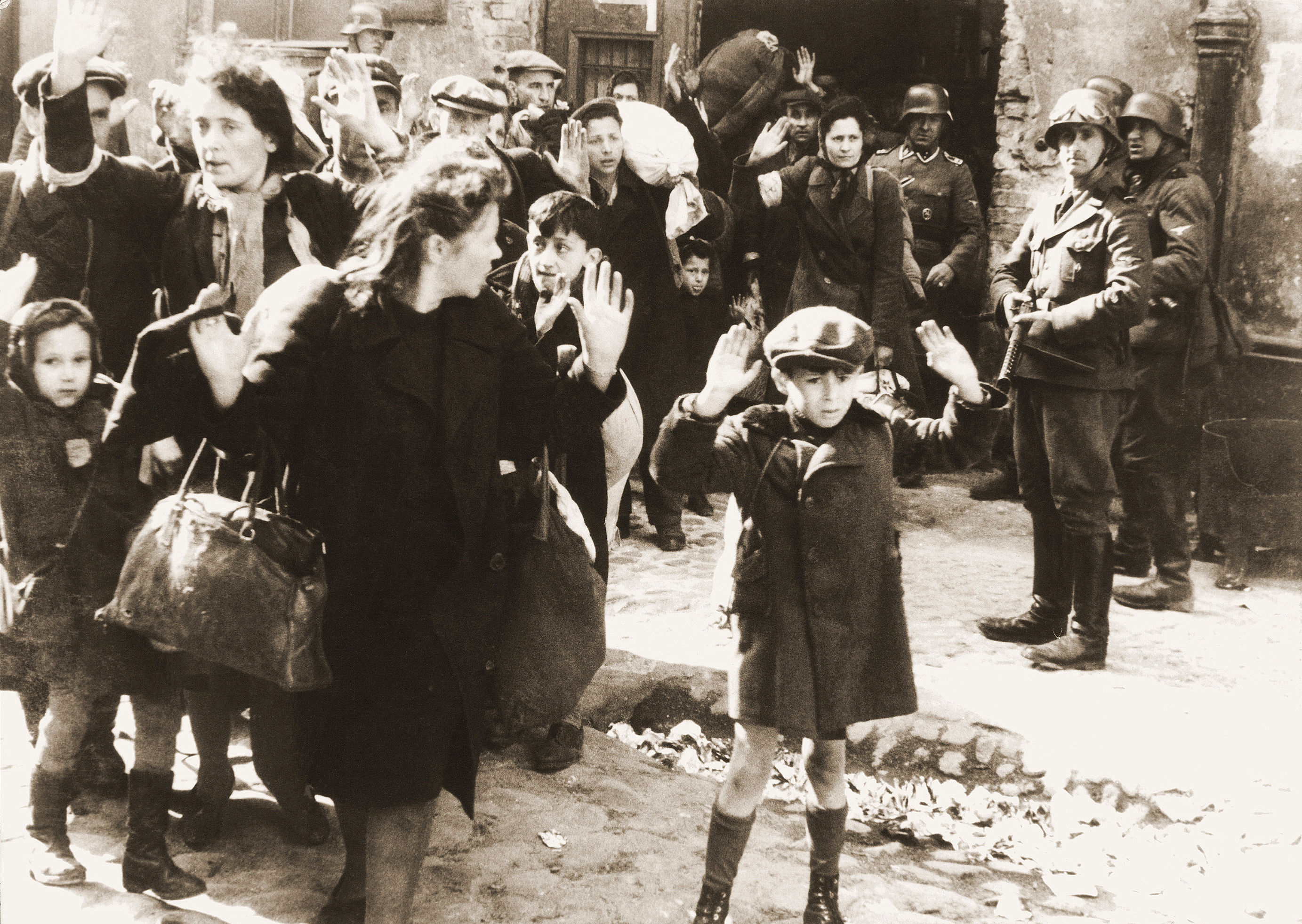
زنان یهودی در هولوکاست

تخمین زده می‌شود که دو میلیون زن یهودی در میان قربانیان هولوکاست بوده‌اند. بین سال‌های ۱۹۴۱ تا ۱۹۴۵ زنان بسیاری به اردوگاه‌های کار اجباری آلمان نازی فرستاده شدند و بسیاری دیگر نیز برای حفظ جان خود در برابر رژیم نازی آدولف هیتلر مجبور به اختفا شدند. زنان یهودی بسیاری در این ایام تحت آزار کلامی و جسمی، تجاوز یا آزمایش‌های انسانی نازی‌ها قرار گرفتند. البته در گروه‌های مقاومت و پارتیزانی علیه نازی‌ها نیز زنان بسیاری حضور داشتند که نقش‌های مهمی را ایفا نمودند.

## شبکه اجتماعی
جوآن رینگلهایم در آثار خود اشاره می‌کند که زنان به دلیل ویژگی‌های خاص خود در مقایسه با مردان رفتارهای بین‌فردی حامیانه‌تری در اردوگاه‌های اسارت/کار اجباری داشتند.
یکی از زنان بازمانده از هولوکاست در گفتگویی پیرامون پیوند زنان در اردوگاه می‌گوید:
زن‌ها مثل میمون‌هایی که می‌خواهند شپش‌های یکدیگر را بگیرند جمع می‌شدند و همدیگر را در آغوش می‌گرفتند تا یکدیگر را گرم کنند… یکی دستش را حلقه می‌کرد دور تو و تو یادت می‌آمد… فکر می‌کنم زنان بیشتری زنده ماندند… مردها مثل حشرات می‌افتادند. مردها هم با یکدیگر دوست بودند، مردها هم با هم صحبت می‌کردند اما هیچگاه نانشان را نفروختند تا برای دیگری سیب بخرند. آن‌ها چیزی را فدا نمی‌کنند. ببینید، این تفاوت بود.

## آزار جنسی
زنان یهودی در هولوکاست آسیب‌پذیری بسیاری در برابر آزارهای نازی‌ها داشتند. به محض ورود به اردوگاه‌ها و به عنوان بخشی از فرایند خفت، تحقیر و کالایی‌سازی زن باید «علامت‌گذاری می‌شدند، کچل می‌شدند و حفره‌های بدنشان پر می‌شد». توانایی تولیدمثل زنان یهودی هم در اثر شرایط نسل‌کشی به شدت تحت تأثیر قرار گرفت. بعضی از زنان که از هولوکاست جان به در بردند اشاره می‌کردند که دچار آمنوره شدند که شانس فرزندآوری آنان را به شدت کاهش می‌دهد. در اردوگاه‌ها تجاوز یکی از خطرات اصلی بود که زنان یهودی را تهدید می‌کرد. بعضی را پس از تجاوز به قتل می‌رساندند. یک افسر اس‌اس در گزارشی ذکر می‌کند که رسم داشتند در آستانه در بایستند و هنگام ورود زنان به اتاق‌های گاز اندام‌های خصوصی زنان را لمس کنند. مواردی هم بود که اس‌اس‌ها انگشتشان را در واژن زنان جوان فرومی‌کردند.
گزارش‌ها نشان می‌دهد که ۵۰ تا ۸۰ درصد سربازان اس‌اس و واحدهای پلیسی که در جبهه شرقی خدمت می‌کردند متهم به آزار جنسی زنان یهودی هستند و این کار را نه فقط برای لذت جنسی که برای اعمال سلطه و شکستن شان انسانی زنان انجام می‌دادند. این رفتار علی‌رغم ممنوعیت رابطه جنسی میان آلمانی‌ها و یهودیان که مجازات زندان و حتی مرگ داشت رخ می‌داد. گزارش‌هایی از مهمانی‌های واحدهای اس‌اس وجود دارد که در آن زنان یهودی به دفعات مورد تجاوز قرار گرفتند تا آنکه با خونریزی به زمین افتادند. از آنجایی که سربازان آلمانی مرد بودند، مردان و پسران یهودی را خطر تجاوز کمتری تهدید می‌کرد.
به دنیا آوردن کودک هم در اردوگاه کار بسیار خطرناکی بود و زن را از نظر جسمی و روحی متأثر می‌کرد. اگر زنی فرزندی به دنیا می‌آورد ممکن بود او و فرزندش را بکشند. یکی از بازماندگان خاطراتی از این اعمال سادیستی نقل می‌کند: «زنان و مردان اس‌اس خود را با ضرب و شتم زنان باردار با چماق و شلاق سرگرم می‌کنند. می‌گذاشتند سگ‌ها زنان را پاره کنند یا از موهایشان می‌گرفتند و زن‌ها را روی زمین می‌کشیدند و با چکمه‌های سنگین آلمانی‌شان به شکم آن‌ها لگد می‌زدند. وقتی که زن باردار یهودی دیگر از پا می‌افتاد او را زنده به کوره‌های مرده‌سوزی می‌انداختند.»: 86  : 376 

## زنان یهودی در گروه‌های پارتیزانی و نهضت‌های مقاومت
حضور زنان در میان پارتیزان‌های یهودی برای مقاومت در اروپای اشغال شده توسط نازی‌ها در جنگ جهانی دوم با چالش‌های متعددی روبرو بود. این زنان که از گتوها گریخته بودند خود را به جنگل‌ها می‌رساندند تا با پیوستن به پارتیزان‌ها شانس بقا خود را افزایش دهند. یکی از واحدهایی که بیشترین تعداد زن‌ها را داشت پارتیزان‌های بیلسکی بود که در آن از ۱۰۱۸ نفر عضو ۳۶۴ نفر زن بودند. البته باید توجه داشت که نقش جنگیدن بیشتر به عهده مردان بود و زنان نه برای جنگ که برای حفظ جان خود به جنگل‌ها رفته بودند.: 155 
همبستگی اجتماعی این گروه‌های پارتیزانی را می‌توان منعکس کننده کلیشه‌ها و انتظارات جنسیتی آن زمان دانست. زنان از وظایف رزمی و رهبری کنار گذاشته می‌شدند و آسیب‌پذیری جنسیتی ویژه‌ای داشتند. پژوهش‌ها نشان می‌دهد بسیاری از این زنان پیش از ورود به واحدهای پارتیزانی می‌دانستند که احتمال قتل و تجاوز به ایشان وجود دارد و هنگامی که وارد مناسبات می‌شدند به دلیل حمایتی که برایشان فراهم می‌شد خواسته یا ناخواسته وارد روابط با مردان می‌شدند. البته در مواردی هم زنان تحت تبعیض نبودند و ارزشمند تلقی می‌شدند. به خصوص در گروه بیلسکی زنان نقش اساسی در اداره اردوگاه داشتند.: 158 
دربارهٔ نقش زنان در نهضت‌های مقاومت امروزه کمتر صحبت می‌شود. در بسیاری از موارد این زنان بودند که نازی‌ها را اغفال می‌کرده و به کمینگاه می‌کشاندند. فردی اورستیگن و خواهرش کمتر از ۱۶ سال داشتند که به نهضت مقاومت هلند پیوستند. آن‌ها به کمک هانی سخافت تیمی برای کشتن نازی‌ها تشکیل دادند و به مدد سن کم خود بتوانند بدون ایجاد شک از ضعف امنیتی نازی‌ها بهره‌مند شوند. این سه نفر سربازان نازی را به کمینگاهی می‌کشاندند که بقیه اعضا گروه آنجا منتظر بودند.
نیوتا تایتلبوم زن ۲۴ ساله یهودی بود که گشتاپو به سختی دنبال دستگیر کردن او بود. تایتلبوم لباس دختران روستایی لهستان را می‌پوشید و سربازان نازی را اغفال می‌کرد و در موقعیت مناسب ایشان را می‌کشت. یکبار سرباز آلمانی زخمی از دست تایتلبوم فرار کرد، او هم خود را به صورت یک پزشک درآورد وارد بیمارستان شد دو نگهبان آلمانی و افسر پلیسی که در حال مداوا فرد زخمی بود را کشت.: 175 